# Раздолье (Крым)
Раздо́лье (до 1948 года Дортку́ль, ранее Францфельд; укр. Роздолля, крымскотат. Dörtkül, Дёрткюль) — село в Симферопольском районе Республики Крым, входит в состав Николаевского сельского поселения (согласно административно-территориальному делению Украины — Николаевского поселкового совета Автономной Республики Крым).

## Население
| 2001 | 2014 |
| ---- | ---- |
| 1074 | ↘949 |

Всеукраинская перепись 2001 года показала следующее распределение по носителям языка
| Язык             | Процент |
| ---------------- | ------- |
| русский          | 70,58   |
| крымскотатарский | 18,81   |
| украинский       | 10,06   |
| другие           | 0,18    |

### Динамика численности
| - 1911 год — 127 чел. - 1926 год — 204 чел. - 1939 год — 369 чел. - 1989 год — 998 чел. | - 2001 год — 1074 чел. - 2009 год — 1088 чел. - 2014 год — 949 чел. |

## Современное состояние
В Раздолье 3 улицы, площадь, занимаемая селом, 81 гектара, на которой в 327 дворах числилось, по данным сельсовета на 2009 год, 1088 человек, в селе действует детский сад «Теремок».

## География
Село Раздолье расположено на западе района, на южной окраине степной зоны Крыма, к северу от низовьев реки Западный Булганак, высота центра села над уровнем моря — 56 м. Расстояние до Симферополя — примерно в 35 километров (по шоссе), село лежит на шоссе 35К-009 Саки — Орловка (по украинской классификации Т-0104). Ближайшая железнодорожная станция Саки — примерно в 25 километрах. Соседние сёла: Винницкое — 1,5 км северо-восточнее, Николаевка в 5 км западнее и Равнополье — 5 километров к югу.

## История
Дорткуль основан, согласно энциклопедическому словарю «Немцы России», немецкими колонистами, католиками и меннонитами, как Францфельд (название применялось только в немецкоязычной среде), в 1897 году на 1860 десятинах земли, хотя на карте 1865 года на месте селения уже обозначен хутор Францфельд Шнейдера. По «…Памятной книжке Таврической губернии на 1902 год» в волости числился хутор Дорт-Куль-Карабай, без указания числа жителей и домохозяйств, к 1911 году население составило уже 127 человек. По Статистическому справочнику Таврической губернии. Ч.II-я. Статистический очерк, выпуск шестой Симферопольский уезд, 1915 год, в деревне Дорт-Куль Булганакской волости Симферопольского уезда числилось 13 дворов с немецким населением без жителей.
После установления в Крыму Советской власти, по постановлению Крымревкома от 8 января 1921 года была упразднена волостная система и село включили в состав вновь созданного Подгородне-Петровского района Симферопольского уезда, а в 1922 году уезды получили название округов. 11 октября 1923 года, согласно постановлению ВЦИК, в административное деление Крымской АССР были внесены изменения, в результате которых был ликвидирован Подгородне-Петровский район и образован Симферопольский и село включили в его состав. Согласно Списку населённых пунктов Крымской АССР по Всесоюзной переписи 17 декабря 1926 года, в селе Дорт-Куль, центре упразднённого к 1940 году Дорт-Кульского сельсовета Симферопольского района, числилось 46 дворов, из них 43 крестьянских, население составляло 204 человека, из них 187 немцев, 8 русских, 7 чехов, 2 записаны в графе «прочие», действовала немецкая школа. Постановлением Президиума КрымЦИКа «Об образовании новой административной территориальной сети Крымской АССР» от 26 января 1935 года был создан Сакский район и село, вместе с сельсоветом, включили в его состав. По данным всесоюзной переписи населения 1939 года в селе проживало 369 человек.
18 августа 1941 года крымские немцы были выселены, сначала в Ставропольский край, а затем в Сибирь и северный Казахстан. После освобождения Крыма от фашистов, 12 августа 1944 года было принято постановление № ГОКО-6372с «О переселении колхозников в районы Крыма» и в сентябре 1944 года в район приехали первые новосёлы (214 семей) из Винницкой области, а в начале 1950-х годов последовала вторая волна переселенцев из различных областей Украины. С 25 июня 1946 года Дорт-Куль в составе Крымской области РСФСР. Указом Президиума Верховного Совета РСФСР от 18 мая 1948 года, Дорт-Куль переименовали в Раздолье. 26 апреля 1954 года Крымская область была передана из состава РСФСР в состав УССР. Время включения в состав Николаевского сельсовета пока не установлено: на 15 июня 1960 года село уже числилось в его составе.
Указом Президиума Верховного Совета УССР «Об укрупнении сельских районов Крымской области», от 30 декабря 1962 года Раздолье присоединили к Евпаторийскому району, а 1 января 1965 года, указом Президиума ВС УССР «О внесении изменений в административное районирование УССР — по Крымской области», включили в состав Симферопольского. По данным переписи 1989 года в селе проживало 998 человек. С 12 февраля 1991 года село в восстановленной Крымской АССР, 26 февраля 1992 года переименованной в Автономную Республику Крым. С 21 марта 2014 года в составе Крыма аннексировано Россией.